# Moodswinger
Moodswinger er et elektrisk strengeinstrument, der blev udviklet i 2006 af hollænderen Yuri Landman. Selv om den ligner en guitar, er der egentlig tale om en citar med en tredje bro.
En moodswinger stemmes efter en kvintcirkel: E-A-D-G-C-F-A#-D#-G#-C#-F#-B.

## Musik
- Liars – album Liars 2007, 3 Leather Prowler
- Avec-A – Akkemay, 2008[2]